# Головчак крокісовий
Головчак крокісовий (Pyrgus carthami) — вид денних метеликів родини головчаків (Hesperiidae).

## Назва
Українська назва виду «головчак крокісовий» та латинська наукова P. carthami походять від однієї з кормових рослин гусениць — крокіса (Carthamus).

## Поширення
Вид поширений у Південній і Центральній Європі, Західній і Середній Азії від Іспанії до Алтаю. В Україні трапляється локально в лісостеповій і степовій зонах.

## Опис
Розмах крила 30-34 мм, самиця, в середньому, трохи більші за самців. Верхня частина крил сірувато-коричнева. На верхній частині переднього краю — сіро-біла бахрома і візерунок з чотирикутних білих плям у вигляді грецької літери сигма (σ). У верхній частині задніх крил розміщена субмаргінальна лінія білих плям і постдискальна лінія овальних білуватих плям. Нижня сторона передніх частин світліша, зеленкувато-коричневого забарвлення з білими плямами, а в задніх крилах — великі коричневі і білі плями, облямовані темно-сірим і білим підводним краєм. Гусениця — від оливково-коричневого до бежевого забарвлення з чорною грудкою.

## Спосіб життя
Метелики літають у травні-серпні. Трапляються на степових ділянках, луках. Самиця відкладає яйця поштучно на листя кормової рослини. Кормовими рослинами гусениць є волошка, мальва, перстач, крокіс, алтея. Зимують гусениці передостаннього віку.